# Metapherna isomacra
Metapherna isomacra är en fjärilsart som beskrevs av Edward Meyrick 1893. Metapherna isomacra ingår i släktet Metapherna och familjen äkta malar. Inga underarter finns listade i Catalogue of Life.